# Rantau Panyang
Rantau Panyang is een bestuurslaag in het regentschap Aceh Utara van de provincie Atjeh, Indonesië. Rantau Panyang telt 251 inwoners (volkstelling 2010).